# いて座シグマ星

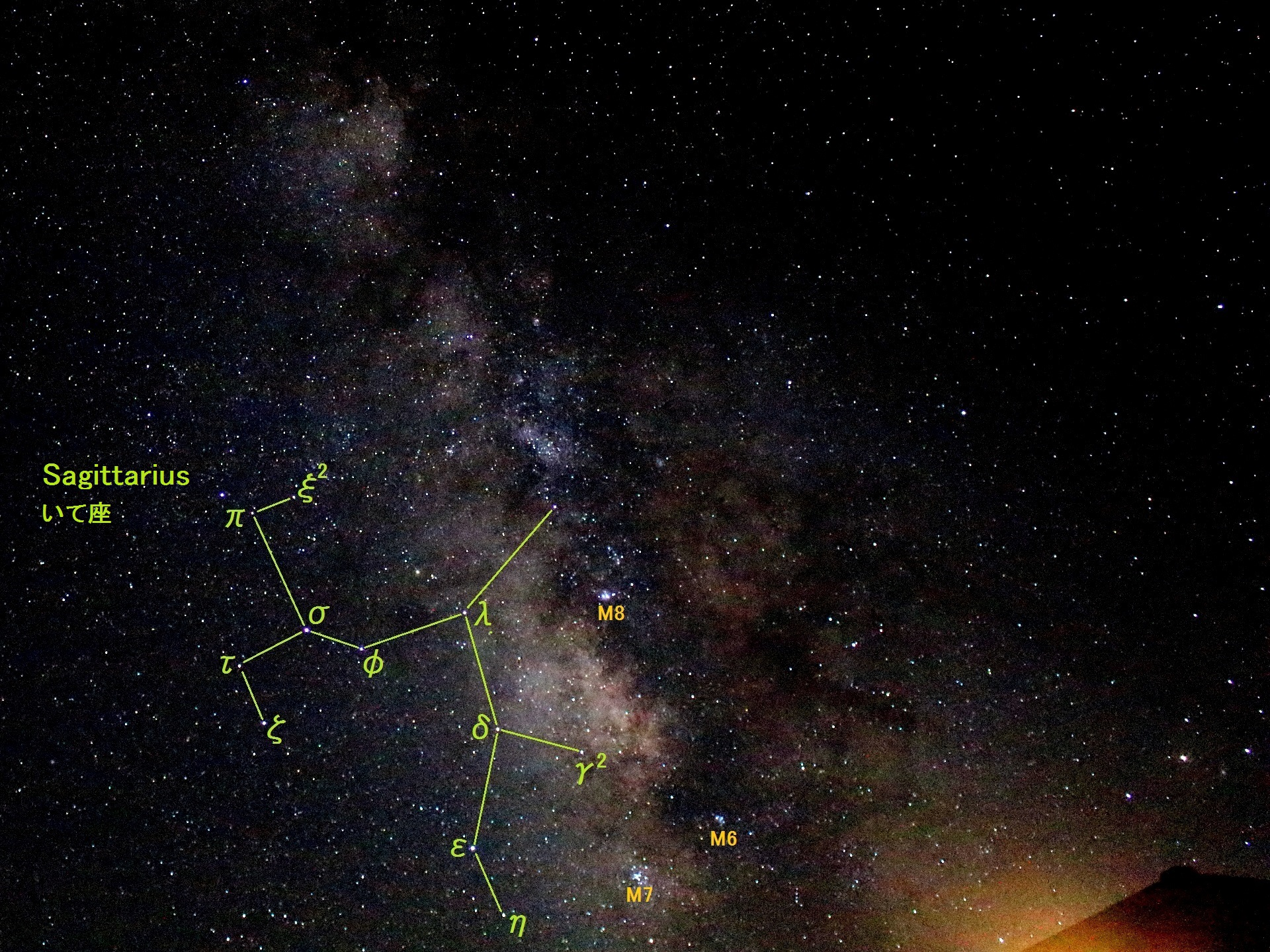
天の川といて座

いて座σ星は、いて座で2番目に明るい恒星で2等星。南斗六星を作る星の1つ。

## 概要
太陽の7倍もの質量を持つため、中心核での核融合が早く進み、誕生からおよそ5000万年ほどで寿命を迎えるだろうと推測される。そのときには、太陽と同じ程度の質量を持つ白色矮星になるだろうと考えられている。
いて座σ星は黄道に近いため、月による掩蔽が起こり得る。また、稀に惑星による掩蔽も起こる。1981年の11月17日には、金星による掩蔽が起こっている。いて座σ星は地球より外側の惑星によって掩蔽が起こる星としては、最も明るい星である。一方、2008年の時点で、直近に起こった火星による掩蔽は、423年の9月3日である。

## 名称
Sigma Sagittarii、略称 σ Sgr。固有名ヌンキ (Nunki) はシュメールの象形文字で書かれた石版から見つかったバビロニアの名前である。アメリカの博物学者リチャード・ヒンクリー・アレンによって世に広められた。アレンは海に関係した星座が続いて昇ってくることから「海のしるし」という意味の名前としているが、確かな意味は伝わっていない。バビロニアにおいてNUNki は、ユーフラテス川沿いにあったバビロニアの神エンキの都市エリドゥの天球上における姿であると考えられていた。2016年8月21日に国際天文学連合の恒星の命名に関するワーキンググループ (Working Group on Star Names, WGSN) は、Nunki をいて座σ星の固有名として正式に承認した。